# Steven M. Stanley

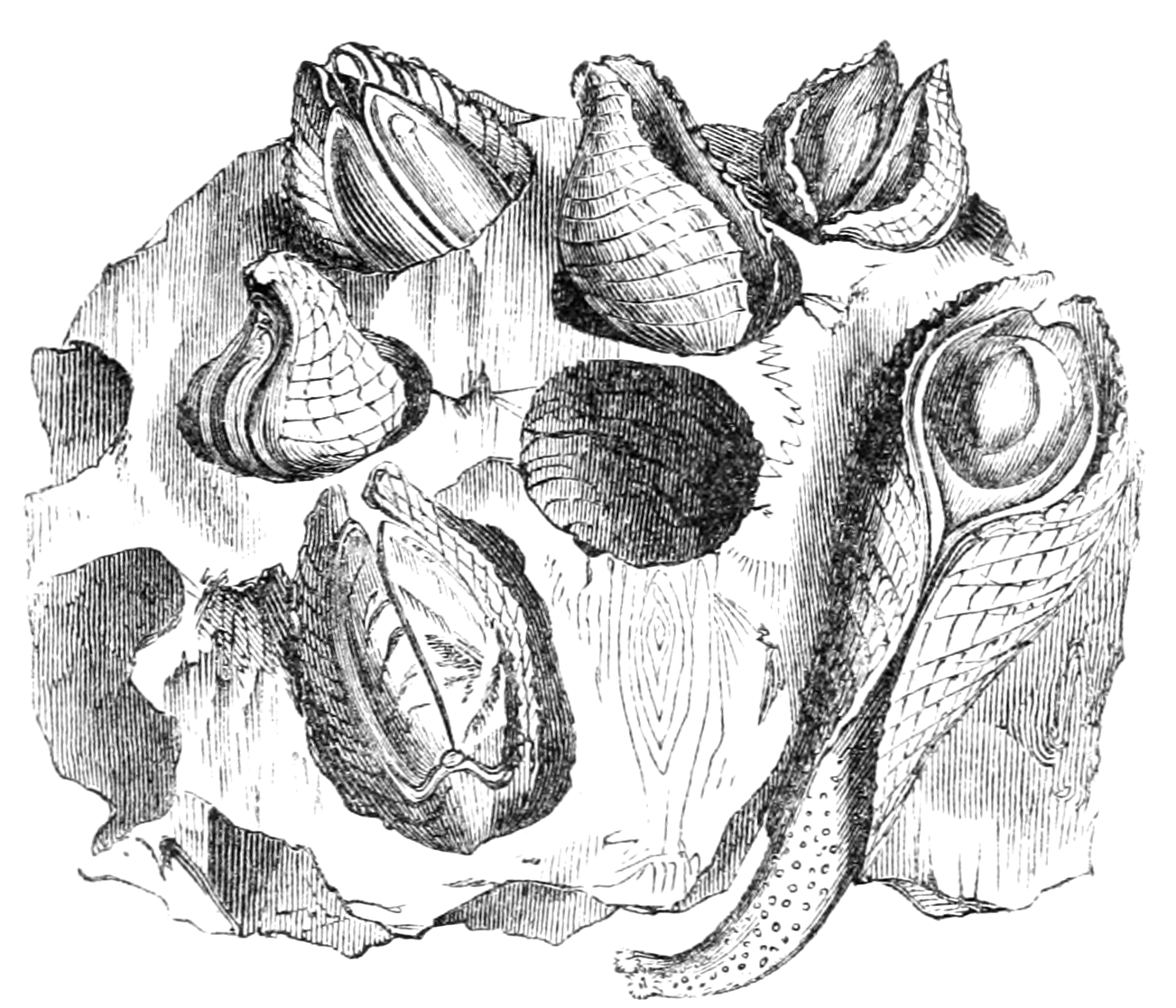
Ilustracja z Natural History: Mollusca (Philip Henry Gosse, 1854)

Masowe wymierania; dane z Compendium of Marine Fossil Animal Genera (Sepkoski, 2002); ilustracja według Rohde & Muller (2005)

Steven Mitchell Stanley (ur. 2 listopada 1941 koło Cleveland) – amerykański geolog, paleontolog, biolog (biologia ewolucyjna), jeden z twórców koncepcji punktualizmu (nieciągłej równowagi w historii ewolucji, inaczej  modelu równowag przestankowych), związany z Uniwersytetem Yale, Uniwersytetem Johnsa Hopkinsa i ze School of Ocean and Earth Science and Technology Uniwersytetu Hawajskiego w Mānoa.

## Życiorys
Steven M. Stanley urodził się w pobliżu Cleveland i tam spędził dzieciństwo. Już w wieku 8 lat  zbierał skały i minerały wzdłuż rzek i strumieni wpływających do jeziora Erie, a kończąc liceum opracował rozprawę na temat jednej z tych rzek, której dolinę tworzą skały paleozoiczne. Studiował geologię na Uniwersytecie w Princeton, gdzie w 1963 otrzymał licencjat z tytułem summa cum laude. Pracę dyplomową (senior thesis) wykonał w dziedzinie paleoekologii, badając wapienie na koralowej wyspie Key Largo, największej w archipelagu Florida Keys. Dalsze studia odbył na Uniwersytecie Teksańskim w Austin i Uniwersytecie Yale. Pracę doktorską na temat budowy funkcjonalnej małżów, pt. Relation of shell form to life habit of the Bivalvia (Mollusca), obronił w 1968, otrzymując tytuł D.Ph. w dziedzinie paleontologii. Jeszcze przed uzyskaniem stopnia doktora, w 1967, otrzymał stanowisko na Uniwersytecie Rochesterskim, a od 1969 pracował przez wiele lat na Uniwersytecie Johnsa Hopkinsa. Był profesor]em paleontologii w Department of Earth and Planetary Sciences; w latach 1987 i 1988 pełnił funkcję dziekana tego wydziału i kierownika studiów magisterskich na kierunku Environmental Earth Sciences and Policy w Ohio (od 1993). W latach 1990–1991 kierował również wydziałem Uniwersytetu Case’a i Western Reserve. Od 2005 jest pracownikiem naukowym w Marine and Environmental Geology Division Uniwersytetu Hawajskiego w Manoa (School of Ocean and Earth Science and Technology, SOEST).
W 1988 Steven Stanley został wybrany do Amerykańskiej Akademii Sztuk i Nauk, a w 1994 do National Academy of Sciences. Jest członkiem rad redakcyjnych specjalistycznych czasopism, m.in. American Journal of Science (od 1975), Paleobiology (1975–1982), Proceedings of the National Academy of Sciences of the United States of America (1999–2000). Należał do rady The Paleontological Society (1976–1977, 1991–1993); w latach 1993–1994 był prezesem tego Stowarzyszenia. W latach 2000–2001 był też prezesem American Geological Institute, a w latach 1987–1988 wiceprzewodniczącym zespołu Earth Sciences w National Research Council.

## Tematyka badań
W pierwszych latach pracy naukowej Steven M. Stanley kontynuował paleontologiczne badania morfologii małży, rozpoczęte w ramach pracy doktorskiej, opracowując modele ich przemian ewolucyjnych. Te zainteresowania obejmują wkrótce szeroki zakres  ewolucjonizmu i geobiologii – problemy ewolucji życia i dynamiki struktury ekosystemów. Wśród ważnych osiągnięć tych interdyscyplinarnych badań wymienia się między innymi:
- próbę znalezienia korelacji między cyklicznymi zmianami mineralogicznych cech węglanów i zmianami stosunku magnezu do wapnia w wodzie morskiej (skutek zmian tempa ekspansji dna oceanicznego i cykliczne występowanie mórz aragonitowych i mórz kalcytowych[7])
- nową propozycję wyjaśnienia genezy ostatniej epoki lodowej; według Stanleya została ona spowodowana zmianą atlantyckich prądów głębinowych, prowadzącą do utrudnienia dopływu ciepła do Oceanu Arktycznego
- próbę rozstrzygnięcia kontrowersji między zwolennikami punktualizmu i gradualizmu (zob. Stephen Jay Gould, Niles Eldredge), zreferowaną m.in. w Macroevolution: pattern and process (1979, Makroewolucja: modele i procesy)
- stworzenie generalnego modelu ewolucji, uwzględniającego istnienie „żyjących skamieniałości”, znaczenie „masowych wymierań” i radiacji adaptatywnej; sformułowanie Predation Hypothesis (1972) – hipotezy, według której eksplozja kambryjska nastąpiła wskutek zmiany zależności międzygatunkowych i konieczności adaptacji do życia pod presją drapieżników[3]
- opracowanie nowego scenariusza pojawienia się na Ziemi rodzaju Homo, opisanego m.in. w książce Children of the Ice Age. How a Global Catastrophe Allowed Humans to Evolve (Dzieci epoki lodowej. Jak globalna katastrofa umożliwiła ewolucję człowieka); według Stanleya powstanie rodzaju było jedną z konsekwencji utworzenia się Przesmyku Panamskiego, co spowodowało epokę lodową na półkuli północnej, a na kontynencie afrykańskim – zmiany klimatu sprzyjające  szybkim przemianom ewolucyjnym (punktualistyczna ewolucja rodzaju Australopitek).

## Publikacje
Steven Stanley jest autorem lub współautorem kilkudziesięciu artykułów naukowych w renomowanych czasopismach (m.in. Science) oraz wielu często wznawianych książek wydawanych w dużych nakładach; w wykazie „Most widely held works by Steven M Stanley” na www.worldcat.org. zamieszczono pozycje (lista uporządkowana według liczby wydań):
- Earth system history – 25 wydań w latach 1998–2009 (języki)
- Earth and life through time – 14 wydań w latach 1985–1994 (ang., niem.)
- Principles of paleontology (gł. autor: David M Raup) – 12 wydań w latach 1971–1985 (ang., hiszp.)
- Extinction – 11 wydań w latach 1987–1998 (3 języki)
- Macroevolution, pattern and process – 10 wydań w latach 1979–1998 (ang.)
- Relation of shell form to life habits of the Bivalvia (Mollusca) – 8 wydań w latach 1970–1991 (ang.)
- Children of the ice age : how a global catastrophe allowed humans to evolve – 7 wydań w latach 1996–1998 (ang.)
- Exploring earth and life through time – 7 wydań w latach 1992–1998 (ang.),
- The new evolutionary timetable : fossils, genes, and the origin of species – 4 wydania w latach 1981–1990 (ang.)
- Living fossils – 4 wydania w 1984 (ang.)
- Principles of paleontology – 4 wydania w latach 1971–1985 (ang., jap.)
- Der neue Fahrplan der Evolution : Fossilien, Gene u.d. Ursprung d. Arten – 3 wydania w latach 1981–1986 (3 języki)
- Uitsterven : rampen markeren elk nieuw begin – 2 wydania w latach 1989–2008 (niem.). Beschreven wordt het massale uitsterven van dieren en planten tijdens de biologische evolutie en wat de oorzaken hiervan waren
- Reports of research 1969: „Seminar on the Interrelations of Organisms and Sediments” – 2 wydania w 1970 (ang.)
- Krisen der Evolution : Artensterben in der Erdgeschichte – 2 wydania w latach 1988–1989 (niem.)
- Principles of paleontology (gł. autor: Michael J Foote) – 1 wydania w 2007 (ang.)
- The new evolutionary timetable : fossils, genes and the origin of the species – 1 wydanie w 1981 (ang.)
- An analysis of the history of animal diversity – 1 wydanie w 2007 (ang.)
- An analysis of the history of marine animal diversity – 1 wydanie w 2007 (ang.)
- El nuevo computo de la evolución : fósiles, genes y origen de las especies – 1 wydanie w 1986 (hiszp.)

Earth System History i Historia Ziemi
Podręcznik akademicki Earth System History, wydany po raz pierwszy w 1998, doczekał się rekordowej liczby wydań w różnych językach (w Polsce został wydany jako Historia Ziemi). Autor opisuje w nim dzieje Ziemi traktowanej jako jednolity system fizyczno-chemiczny i biologiczny, w którym równocześnie zachodzą procesy kształtujące np. skorupę ziemską i ewolucja świata organicznego. Przez recenzentów książka została uznana nie tylko za świetny podręcznik akademicki, wartościowy nie tylko dla studentów kierunków przyrodniczych, ale również dla nauczycieli i uczniów szkół średnich. W przedmowie do książki S.M. Stanley napisał m.in.

Pełen zapis geologiczny życia i minionych środowisk  […] ukazuje […] wielość eksperymentów natury i przez to ukazuje funkcjonowanie systemu ziemskiego. Nie mamy możliwości powtórzenia tych eksperymentów ani w laboratorium, ani w warunkach naturalnych.Aby je poznać, skazani jesteśmy na czytanie historii zapisanej w skałach.

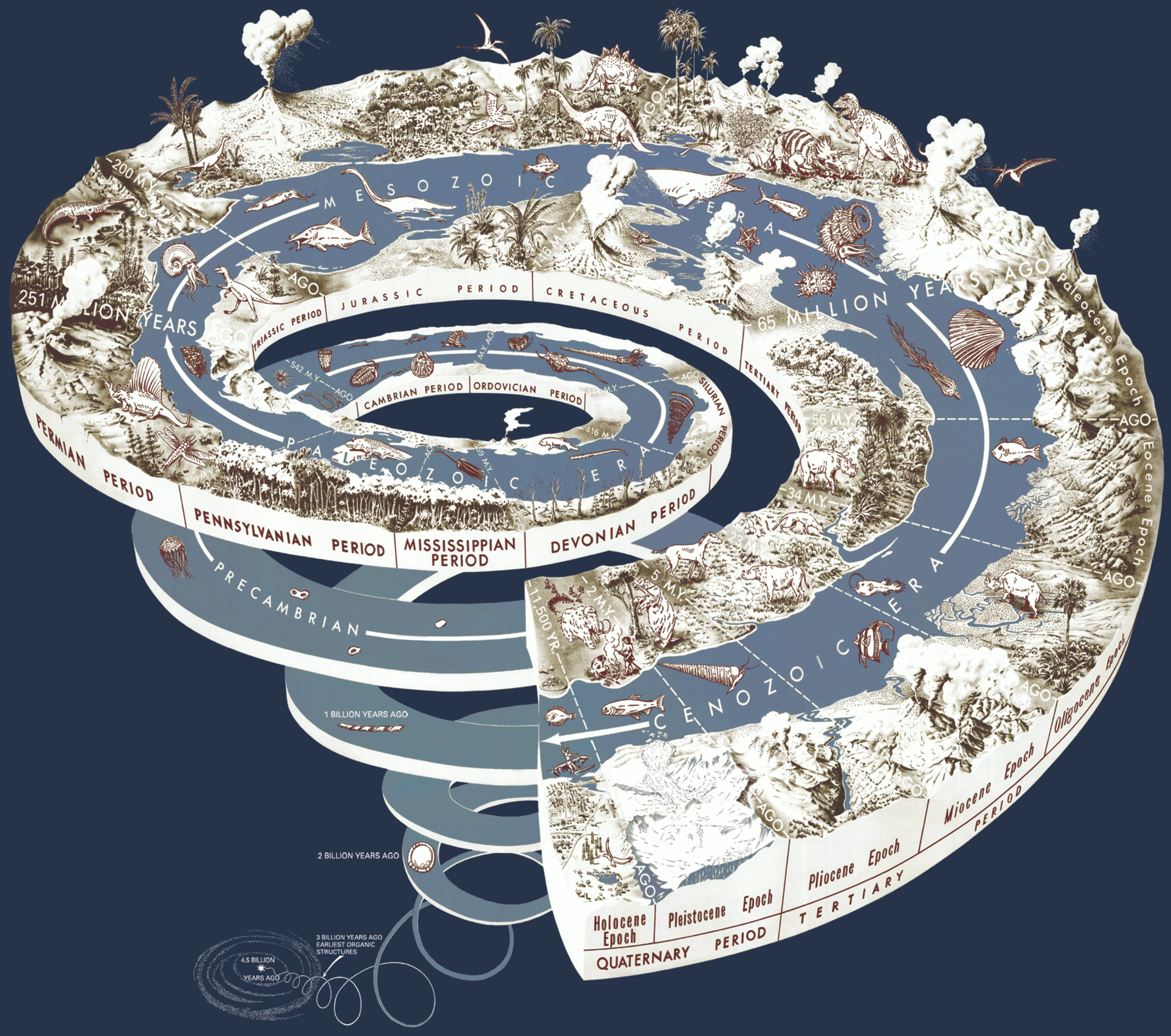
Historia Ziemi w formie trójwymiarowej „tabeli stratygraficznej”

Aby ułatwić naukę odczytywania tego niepełnego i niejednoznacznego zapisu autor podręcznika zamieścił w tekście liczne ilustracje i zestawienia, a studentom i prowadzącym zajęcia udostępnił materiały uzupełniające (teksty dostępne on-line i na CD)
. Polskie wydanie podręcznika – Historia Ziemi – zostało wzbogacone przez Bogusława Waksmundzkiego z Wydziału Geologii UW (Instytut Geologii Podstawowej) – na stronie internetowej PWN zamieszczono aneks z opisami kilkunastu odsłonięć geologicznych w Polsce. W zakres książki Historia Ziemi (wydanie 2, poprawione i uzupełnione) wchodzą rozdziały:

1. Ziemia jako system
2. Minerały skałotwórcze i skały
3. Różnorodność życia
4. Środowisko i życie
5. Środowiska sedymentacyjne
6. Korelacja i datowanie zapisu
7. Ewolucja i zapis paleontologiczny
8. Teoria tektoniki płyt
9. Tektonika kontynentów a pasma
10. Główne cykle geochemiczne
11. Eon archaiczny prekambru
12. Eon proterozoiczny
13. Wczesny paleozoik
14. Środkowy paleozoik
15. Późny paleozoik
16. Wczesny mezozoik
17. Kreda
18. Paleogen
19. Neogen i plejstocen
20. Holocen

## Wyróżnienia i nagrody
- 1972 – Best Paper Award od Journal of Paleontology[1]
- 1973 – Allan C. Davis Medal od Maryland Academy of Science[1]
- 1977 – The Charles Schuchert Award[1][3][15]
- 1980 – Guggenheim Fellow[16]
- 1981 – nominacja The New Evolutionary Timetable do National Book Award[17]
- 1998 – J.A. Brownocker Medal od Ohio State University[1]
- 2006 – Mary Clark Thompson Medal od National Academy of Sciences[3][18]
- 2007 – The Paleontological Society Medal[3][15] i tytuł President's Citation, Grand Patronon the Paleontological Society[19]
- 2008 – William H. Twenhofel Medal od Society for Sedimentary Geology[3][20].
- Ustanowienie Stanley Student Research Awards przez Paleontological Society[potrzebny przypis]